# 秃红紫珠
秃红紫珠（学名：Callicarpa rubella var. subglabra）为马鞭草科紫珠属红紫珠的变种。分布于中国大陆的广西、广东、江西、湖南、贵州、浙江等地，生长于海拔100米至1,200米的地区，多生长于溪旁林中、山坡和灌丛中，目前尚未由人工引种栽培。